# HMS Tapir (P335)
| «Тапір»                                                               | «Тапір»                                                                                                  | «Тапір»                                                                                                  |
| --------------------------------------------------------------------- | --- | --- |
| HMS Tapir (P335)                                                      | | |
|                                                                       | | |
| Британський підводний човен «Тапір»                                   | | |
| Верф                                                                  | Vickers-Armstrongs, Барроу-ін-Фернесс                                                                    | Vickers-Armstrongs, Барроу-ін-Фернесс                                                                    |
| Під прапором                                                          | Велика Британія                                                                                          | Велика Британія                                                                                          |
| Належність                                                            | Військово-морські сили Великої Британії                                                                  | Військово-морські сили Великої Британії                                                                  |
| На честь                                                              | єдиний корабель флоту на ім'я «Тапір»                                                                    | єдиний корабель флоту на ім'я «Тапір»                                                                    |
| Замовлення                                                            | 20 грудня 1941                                                                                           | 20 грудня 1941                                                                                           |
| Закладений                                                            | 29 березня 1943                                                                                          | 29 березня 1943                                                                                          |
| Спуск на воду                                                         | 21 серпня 1944                                                                                           | 21 серпня 1944                                                                                           |
| Введений до складу флоту                                              | 30 грудня 1944                                                                                           | 30 грудня 1944                                                                                           |
| На службі                                                             | 1944–1950                                                                                                | 1944–1950                                                                                                |
| Сучасний статус                                                       | 15 грудня 1953 року повернутий до флоту Великої Британії, де у 1966 році списаний на брухт               | 15 грудня 1953 року повернутий до флоту Великої Британії, де у 1966 році списаний на брухт               |
| Бойовий досвід                                                        | Друга світова війна                                                                                      | Друга світова війна                                                                                      |
| Проєкт                                                                | | |
| Тип ПЧ                                                                | крейсерський дизель-електричний підводний човен                                                          | крейсерський дизель-електричний підводний човен                                                          |
| Основні характеристики                                                | | |
| Швидкість (надводна)                                                  | 15,5 вузлів (29 км/год)                                                                                  | 15,5 вузлів (29 км/год)                                                                                  |
| Швидкість (підводна)                                                  | 9 вузлів (20 км/год)                                                                                     | 9 вузлів (20 км/год)                                                                                     |
| Робоча глибина занурення                                              | 91 м | 91 м |
| Дальність плавання                                                    | 4 500 миль (8 330 км) на швидкості 11 вузлів (надводна) 70 миль (130 км) на швидкості 4 вузли (підводна) | 4 500 миль (8 330 км) на швидкості 11 вузлів (надводна) 70 миль (130 км) на швидкості 4 вузли (підводна) |
| Екіпаж                                                                | 61 офіцер та матрос                                                                                      | 61 офіцер та матрос                                                                                      |
| Розміри                                                               | | |
| Довжина найбільша (по КВЛ)                                            | 84,28 м                                                                                                  | 84,28 м                                                                                                  |
| Ширина корпусу найб.                                                  | 7,7 м | 7,7 м |
| Середня осадка (по КВЛ)                                               | 4,45 м                                                                                                   | 4,45 м                                                                                                   |
| Водотоннажність надводна                                              | 1 290 тонни                                                                                              | 1 290 тонни                                                                                              |
| Водотоннажність підводна                                              | 1 560 тонн                                                                                               | 1 560 тонн                                                                                               |
| Силова установка                                                      | | |
| Дизель-електрична: 2 × дизельних двигуни Admiralty 2 × електродвигуни | | |
| Гвинти                                                                | 2 | 2 |
| Потужність                                                            | 2 500 к.с. (дизель) 1 450 к.с. (електродвигун)                                                           | 2 500 к.с. (дизель) 1 450 к.с. (електродвигун)                                                           |
| Озброєння                                                             | | |
| Артилерія                                                             | 1 × 102-мм гармата QF 4 inch Mk XII                                                                      | 1 × 102-мм гармата QF 4 inch Mk XII                                                                      |
| Торпедно- мінне озброєння                                             | 11 × 533-мм торпедних апаратів 17 торпед                                                                 | 11 × 533-мм торпедних апаратів 17 торпед                                                                 |
| ППО                                                                   | 3 зенітних кулемети                                                                                      | 3 зенітних кулемети                                                                                      |

| «Зеехунд»                                      | «Зеехунд»                                          | «Зеехунд»                                          |
| ---------------------------------------------- | -------------------------------------------------- | -------------------------------------------------- |
| Hr.Ms. Zeehond                                 |                                                    |                                                    |
|                                                |                                                    |                                                    |
| Нідерландський підводний човен «Зеехунд». 1953 |                                                    |                                                    |
| Під прапором                                   | Нідерланди                                         | Нідерланди                                         |
| Належність                                     | Військово-морські сили Нідерландів                 | Військово-морські сили Нідерландів                 |
| Введений до складу флоту                       | 18 червня 1948                                     | 18 червня 1948                                     |
| На службі                                      | 1948–1953                                          | 1948–1953                                          |
| Сучасний статус                                | 15 грудня 1953 року повернутий до Великої Британії | 15 грудня 1953 року повернутий до Великої Британії |
| Бойовий досвід                                 | Холодна війна                                      | Холодна війна                                      |
| Проєкт                                         |                                                    |                                                    |
| Тип ПЧ                                         | крейсерський дизель-електричний підводний човен    | крейсерський дизель-електричний підводний човен    |
| Основні характеристики                         |                                                    |                                                    |
| Розміри                                        |                                                    |                                                    |
| Озброєння                                      |                                                    |                                                    |

«Тапір» (англ. HMS Tapir (P335) — військовий корабель, підводний човен типу «T» 3-ї серії Королівського військово-морського флоту Великої Британії часів Другої світової війни та Королівського флоту Нідерландів у післявоєнні роки.

## Історія створення
Підводний човен «Тапір» був закладений 29 березня 1943 року на верфі компанії Vickers-Armstrongs у Барроу-ін-Фернессі. 21 серпня 1944 року він був спущений на воду, а 30 грудня 1944 року увійшов до складу Королівських ВМС Великої Британії.

## Історія служби
Субмарина брала участь у бойових діях на морі в Другій світовій війні; корабель бився переважно в Атлантичному океані.
12 квітня 1945 року «Тапір» торпедою знищив німецький підводний човен U-486 північно-західніше Бергена.

### У складі голландського флоту
18 червня 1948 року підводний човен був визнаний надлишковим, виходячи з потреб британського Королівського флоту і тому позичений в оренду Нідерландам на п'ятирічний термін. 12 липня 1948 року човен був прийнятий до Королівського флоту Нідерландів як «Зеехунд». Разом з субмариною O24 і шлюпом «Ван Кінсберген», у 1949 році корабель відвідав Кюрасао. Під час подорожі були проведені певні дослідження. На зворотному шляху «Зеехунд» здійснив перехід у підводному положенні, використовуючи шноркель. 15 липня 1953 року човен повернули до Королівського військово-морського флоту Великої Британії, а 16 грудня того ж року йому повернули назву «Тапір».
У грудні 1966 року був утилізований у Фаслейні.